# 馬來西亞選舉委員會
马来西亚选举委员会（英語：Election Commission of Malaysia）是依据马来西亚宪法第114条文成立的委员会，该委员会的主要职责是操作和监督选举的过程。

## 历史
马来西亚选举委员会于1957年9月4日根据联邦宪法第114条成立。选举委员会成立时由一名主席和两名成员组成。
该委员会第一任主席是Dato’ Dr. Mustafa Albakri bin Haji Hassan，其成员包括Lee Ewe Boon和Ditt Singh。
1963年马来西亚成立后，委员会成员人数增至三人。额外的成员来自沙巴或砂拉越，他们是轮流任命的。
来自砂拉越的拿督阿邦哈吉马祖基宾诺（Datuk Abang Haji Marzuki bin Nor）成为代表两个州属的第一位成员。1981年，联邦宪法第114条文修正案允许任命副主席。 Encik Abdul Rahman bin Abu Hassan 是第一个担任副主席职位的人。2002年，联邦宪法修正案获得通过，将选举委员会的成员增加至七人，即一名主席、一名副主席和五名成员，其中包括一名来自沙巴的成员和一名来自砂拉越的成员。为了使其能够履行职能，选举委员会设立了一个由秘书领导的托管机构。该秘书担任秘书处的首席行政官。任命的第一任秘书是 H. Cassidy ，任期为1957年至1958年。
从1957年成立到1978年，该委员会的总部位于吉隆坡Jalan Clark 的Bangunan Sultan Abdul Samad。从1978年到1985年，选举委员会在吉隆坡武吉免登路的雪兰莪基金会大楼运作。1985年，它搬到了Jalan P.Ramlee的Tong Ah Building，并一直营业到1988年，然后才搬到吉隆坡Jalan Sultan Ismail的Menara Bank Pembangunan 5-8楼。 2000年11月，委员会总部迁至布城现址。

## 职能
马来西亚选举委员会的职能之一是在上次研究和重新划界完成之日起至少八年研究和重新划定议会和州选举区划，并进行选民登记和选民名册审查。 马来西亚选举委员会的其中一项职能是登记符合资格的公民为选民，以便他们能够根据联邦宪法第113条，参与选举代表的过程，并在下议院或州立法机关表达意见。
此外，马来西亚选举委员会的职能还包括举行上议院和下议院大选，并在出现空缺时进行补选。根据选举规则，马来西亚选举委员会的职责是举行议会和州议会选区的选举、管理选举并实施选民登记。
它还收集有关新选区的信息，使选民能够在指定投票区投票，宣传投票的重要性，和管理并修订选民登记册，删除已故或被认定没有投票资格的人的姓名。
投票日，选举委员会成员和官员将在投票中心进行选举投票程序。

## 历届选委会主席列表
| 序 | 主席                    | 任期           | 任期           | 任期                |
| 序 | 主席                    | 就任           | 离任           | 日数                |
| -- | ----------------------- | -------------- | -------------- | ------------------- |
| 1  | Mustapha Albakri Hassan | 1957年9月4日   | 1967年10月15日 | 3693天 （10年41天） |
| 2  | Ahmad Perang            | 1967年10月16日 | 1977年8月9日   | 3585天 （9年297天） |
| 3  | Abdul Kadir Talib       | 1977年8月10日  | 1990年10月11日 | 4810天 （13年62天） |
| 4  | Harun Din               | 1990年10月12日 | 1999年6月20日  | 3173天 （8年251天） |
| 5  | Omar Mohd Hashim        | 1999年6月21日  | 2000年11月11日 | 509天 （1年143天）  |
| 6  | 阿都拉昔·阿都拉曼       | 2000年11月12日 | 2008年12月30日 | 2970天 （8年48天）  |
| 7  | 阿都阿兹·莫哈末尤索夫   | 2008年12月31日 | 2016年1月24日  | 2580天 （7年24天）  |
| 8  | 莫哈末哈欣·阿都拉       | 2016年1月24日  | 2018年6月30日  | 888天 （2年157天）  |
| 9  | 阿兹哈阿兹占·哈仑       | 2018年9月21日  | 2020年6月29日  | 647天 （1年282天）  |
| 10 | 阿都干尼·沙烈           | 2020年8月21日  | 2024年5月8日   | 1356天 （3年261天） |
| 11 | 南兰哈仑                | 2024年6月26日  | 现任           | 270天               |